# Ṛ
Ṛ (minuskule ṛ) je speciální znak latinky. Nazývá se R s tečkou pod. Používá se pro přepis afroasijských jazyků do latinky, kde odpovídá důraznému R. Dále se používají pro přepis indo-áríjských a íránských jazyků, kde odpovídají slabikotvornému R nebo retroflexní verberantě (IPA ɽ).
V Unicode mají písmena Ṛ a ṛ tyto kódy:
- Ṛ U+1E5A
- ṛ U+1E5B